# Burgruine Rothenfels
Die Burgruine Rothenfels liegt auf einem bewaldeten Bergsporn nordwestlich von Immenstadt im Allgäu. Das stark substanzgefährdete Kulturdenkmal ist nicht mehr frei zugänglich.

## Geschichte
Die Spornburg wurde in der zweiten Hälfte des 13. Jahrhunderts von den Herren von Schellenberg errichtet. 1273 ging die Herrschaft an Rudolf von Habsburg und in der Folge 1332 an Graf Wilhelm II. von Montfort († 1354). Zusammen mit der nur etwa 170 Meter entfernten Burg Hugofels wurde hier eine Doppelburg-Anlage errichtet.
Die Burg wurde 1462 durch einen Blitzschlag zerstört und anschließend wieder aufgebaut. Während des Deutschen Bauernkrieges (1525) belagerten die Aufständischen die Doppelburg erfolglos. Graf Wolfgang von Montfort soll sich damals mit seinen Knechten in den großen Wohnturm der Burg Hugofels zurückgezogen haben. 1546 besetzten Truppen des Schmalkaldischen Bundes die Anlage. 1565 verkaufte Graf Ulrich als letzter seines Stammes die Veste an seinen Schwager Johann Jakob von Königsegg. Nachdem die Freiherren von Königsegg 1629 in den Reichsgrafenstand erhoben worden waren, wurde die Residenz hinunter ins Stadtschloss zu Immenstadt verlegt.
Ende des 18. Jahrhunderts wurden unter Graf Fidel von Königsegg die Dächer abgedeckt, um das Ziegelmaterial für das Schloss Staufen wiederzuverwerten. 1816/18 brach man die noch weitgehend erhaltene Burganlage für den Bau eines Fohlenhofes und einer Stuterei bis auf Reste ab. 1875 erwarb schließlich die Stadt Immenstadt die Burgruine. Die stark substanzgefährdeten Überreste der großen Doppelburg wurden 2007 durch das Aufstellen von Informationstafeln in das Konzept der neu erarbeiteten Burgenregion Allgäu einbezogen.

## Beschreibung

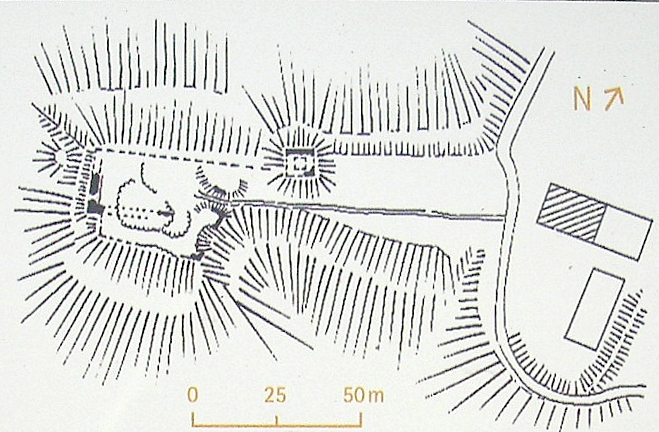
Grundriss auf der Infotafel im Burgbereich

Die Burg wurde in 853 Meter ü. NN auf einem nach Osten ausspringenden Hügelsporn über dem Kleinen Alpsee angelegt. Im Süden, Westen und Norden war die Veste durch die sehr steilen Hänge wirkungsvoll gesichert. Im Osten führt der schmale Burgweg zum ehemaligen Haupttor, über dem sich auf einer etwa 10 Meter hohen Felskuppe die wenigen Mauerreste des ehemaligen Bergfriedes erhalten haben. Südlich des vollständig abgegangenen Tores ist noch das Füllmauerwerk des Frontbaues zu erkennen.
Der enge Burghof hinter diesem schildmauerartigen Frontbau wurde hufeisenförmig von dreistöckigen Wohngebäuden eingefasst. Nach Außen sprangen vier Rundtürme mit Kegelhauben aus. Als Baumaterial diente hauptsächlich der in der Umgebung überall anstehende Nagelfluhfels. Als Füllmaterial wurde Bruchstein verwendet. Der Burgsteinbruch lag direkt hinter dem teilweise erhaltenen Wohnturm der unmittelbar benachbarten Burg Hugofels, die ursprünglich nur ein Vorwerk des Rothenfelses gewesen sein dürfte.
Zwischen beiden Burgen lag ein gemeinsamer Vorburgbereich mit einem Außentor. Das Areal wird noch heute bewohnt.
Im Westen der Burg ist ein etwa vier Meter hoher Mauerzug aus mächtigen Nagelfluhquadern erhalten. Eine schmale Scharte durchbricht die unterste Steinlage der Außenseite. Auf dem Plateau setzen sich die Fundamentreste nach Osten um eine rechteckige Grube fort.
Auf dem gesamten Burgplateau sind die Schutthalden der Abbrucharbeiten des frühen 19. Jahrhunderts zu erkennen. Die wenigen freiliegenden Mauerreste bedürfen dringend einer Sicherung. Wie die Nachbarburg Hugofels ist auch der Rothenfels nicht völlig gefahrlos zu besichtigen. Die burgenkundlich bedeutsame Doppelburganlage befindet sich insgesamt in einem sehr desolaten Zustand. 2007 wurde allerdings im Zuge des Ausbaues der „Burgenregion Allgäu“ eine moderne Informationstafel auf dem Gelände aufgestellt.
Einen Eindruck von der Burganlage zu Beginn der Abbrucharbeiten (ca. 1816) vermittelt eine Lithographie von Xaver Glötzle (um 1850/60). Gut erkennbar sind der Bergfried, die Ruinen des Frontbaues und der Randbebauung mit einem Rundturm.

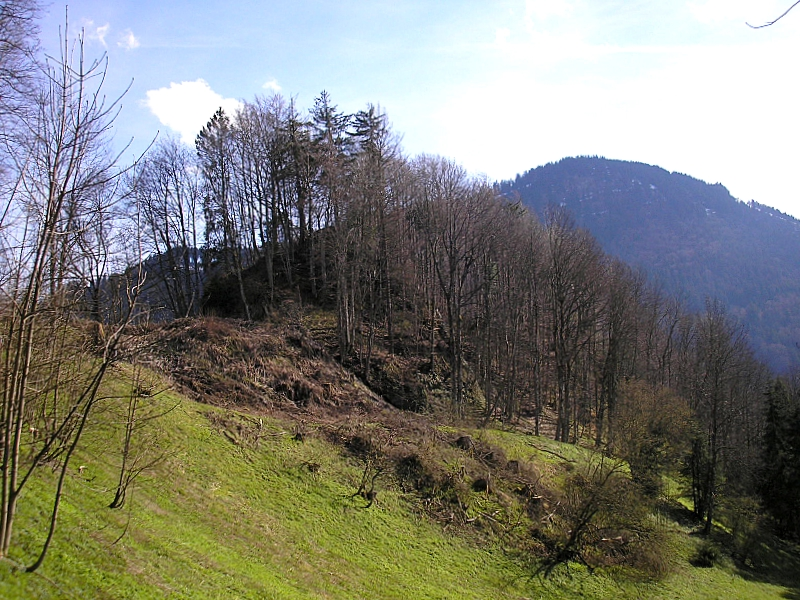
Die Burg von Nordosten
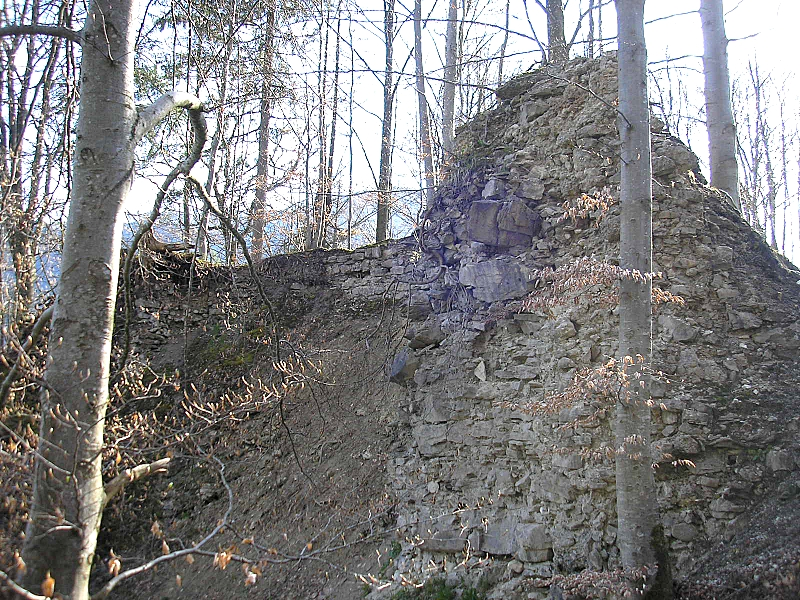
Die stark substanzgefährdeten Reste der Ostseite
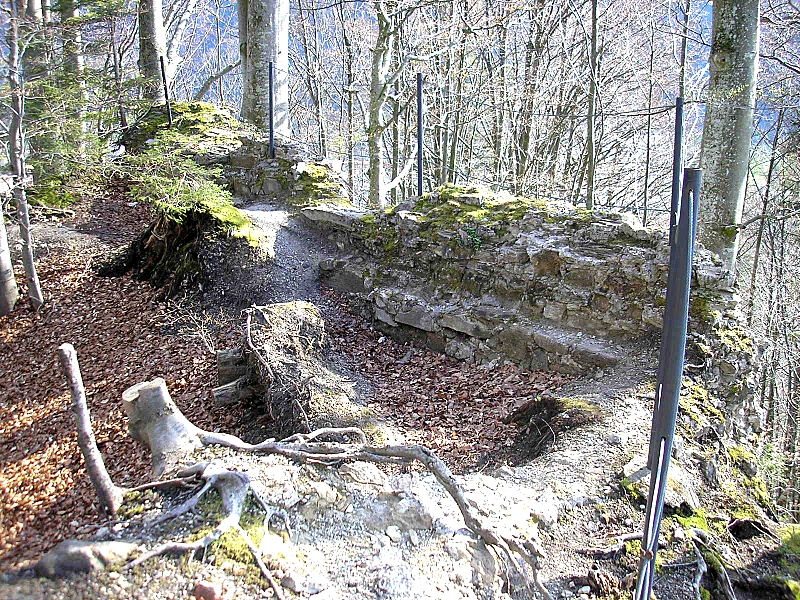
Spärliche Mauerreste im Westen
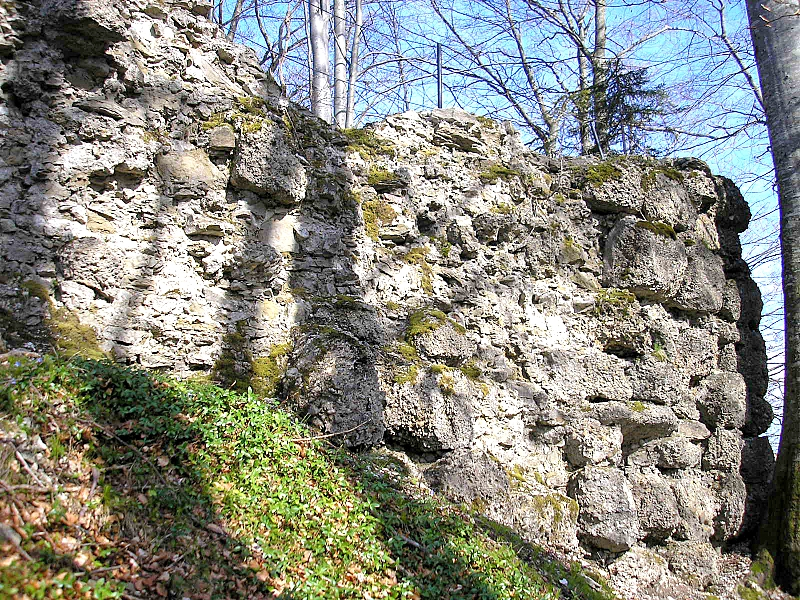
Der bis zur Höhe von vier Metern erhaltene Mauerzug im Westen aus großen Nagelfluhquadern (Außenseite)
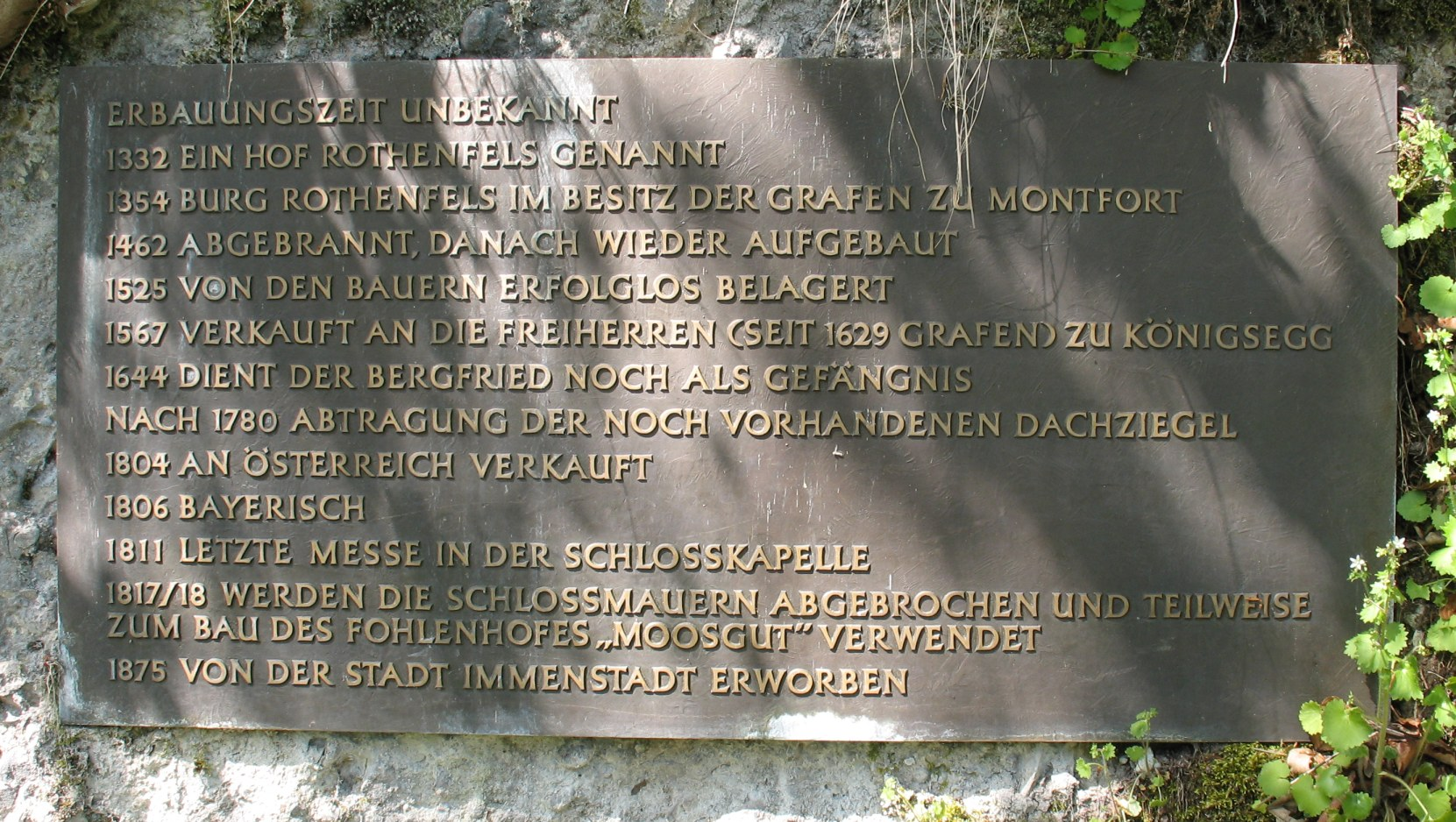
Gedenktafel bei Burgruine Rothenfels